# 茶店子客运站 (地铁)
茶店子客运站位于成都市金牛区茶店子客运站旁，是成都地铁2号线的地下岛式车站，也是成都地铁2号线一期工程西端终点站，于2012年9月16日开通使用。在2号线建设期间，本站曾使用工程名“成灌客运站”。在启用前的《成都地铁2号线站名命名方案》中，曾被命名为“茶店子站”，后更名为“茶店子客运站”。

## 车站结构
茶店子客运站是一个岛式站台车站。
| 地面              | 0    | 出口A/C/D/H/J                                                                                           |
| 地下一层          | 站厅 | 自助购票 客服中心                                                                                       |
| 地下二层          | 站台 | \| \| \| 2号线往犀浦（迎宾大道） \| \| 島式 · 開左邊车门 \| \| \| \| \| \| 2号线往龙泉驿（羊犀立交） \| |
|                   |      | 2号线往犀浦（迎宾大道）                                                                                 |
| 島式 · 開左邊车门 |      | |
|                   |      | 2号线往龙泉驿（羊犀立交）                                                                               |

## 出入口
本站目前开放4个出入口。
|          |              |                                       |      |
| 编号     | 设施         | 指示                                  | 照片 |
|          | 无障碍卫生间 | 金卉南路、蜀跃东路、蜀跃路、金瑞路    |      |
| 出口 · C | 无障碍电梯   | 金瑞路、蜀跃东路、蜀跃路、金卉南路    |      |
| 出口 · D |              | 西三环路五段、茶店子客运站            |      |
| 出口 · H |              | 金卉南路、金耀路、蜀跃路 （暂不开放） |      |
| 出口 · J |              | 金卉南路、金耀路、蜀跃路              |      |

## 公交换乘
本站与茶店子公交场站零换乘。
4路，17路，25路，29路，46路，82路，86路，90路，113路，136路，137路，158路，310路，314路，320路，323路，338路，341路，663路，805路，846路等

## 大事记
- 2010年3月1日，车站主体结构封顶[7]；
- 2012年9月16日，车站启用[2]。
- 2023年7月，本站英文名由Chadianzi Bus Terminal改为Chadianzi Bus Terminal Station。